# British Steel (album)
British Steel è un album heavy metal della band Judas Priest, pubblicato l'11 aprile 1980. L'album venne ristampato nel 2001 con l'aggiunta di due tracce bonus. È uno dei lavori più popolari e apprezzati della band, assieme a Sad Wings of Destiny, Stained Class, Screaming for Vengeance, Defenders of the Faith e Painkiller. I singoli tratti da quest'album sono Breaking the Law, United e Living After Midnight. Il titolo dell'album significa "Acciaio britannico".

## Descrizione
L'album fu registrato al Tittenhurst Park, che era la dimora di Ringo Starr dei Beatles. Non esistendo il campionamento all'epoca della registrazione, il gruppo registrò il suono di bottiglie di latte che si frantumavano che inserirono in Breaking the Law, e fecero lo stesso per i vari suoni in Metal Gods.
La traccia bonus Red, White & Blue era stata scritta durante i primi anni della carriera dei Judas Priest. Fu registrata ai Compass Point Studios di Nassau nel luglio 1985. 
La seconda traccia bonus, una versione live di Grinder, fu registrata durante l'U.S. British Steel tour nel 1980.
Il chitarrista degli Anthrax, Scott Ian, dichiarò in un'intervista tratta dal documentario Heavy Metal: Louder than Life che British Steel è probabilmente l'album che determina che cosa sia l'heavy metal perché, secondo lui, questo album è quello che per primo si distaccava da "gli ultimi frammenti di blues" che erano fin allora stati tipici del genere; disse anche "Persino il titolo... come potrebbe essere più metal di così?"
Nel videoclip della canzone Cowboys From Hell dei Pantera il chitarrista Dimebag Darrel indossa una maglietta con il logo dell'album.
L'album è stato ristampato nel maggio del 2010 per celebrare il traguardo del trentesimo anniversario dall'uscita originale, in edizione triplo CD con due dischi bonus contenenti il concerto tenuto dal gruppo all'Hard Rock Hotel di Hollywood il 17 agosto 2009.
Nel giugno del 2017 la rivista Rolling Stone ha collocato l'album alla terza posizione dei 100 migliori album metal di tutti i tempi.

## Tracce

### Edizione originale americana
1. Breaking the Law – 2:40
2. Rapid Fire – 4:08
3. Metal Gods – 4:00
4. Grinder – 3:58
5. United – 3:35
6. Living After Midnight – 3:32
7. You Don't Have to be Old to be Wise – 5:04
8. The Rage – 4:44
9. Steeler – 4:30

### Edizione originale europea e ristampa del 2001
1. Rapid Fire – 4:08
2. Metal Gods – 4:00
3. Breaking the Law – 2:35
4. Grinder – 3:58
5. United – 3:35
6. You Don't Have to be Old to be Wise – 5:04
7. Living After Midnight – 3:31
8. The Rage – 4:44
9. Steeler – 4:30

### Tracce bonus nell'edizione rimasterizzata
1. Red White & Blue – 3:42
2. Grinder (Live) – 4:49

### 30th Anniversary Edition - CD/DVD Bonus live
1. Rapid Fire – 4:18
2. Metal Gods – 4:34
3. Breaking the Law – 2:43
4. Grinder – 4:06
5. United – 3:45
6. You Don't Have to Be Old to Be Wise – 5:24
7. Living After Midnight – 4:53
8. The Rage – 5:04
9. Steeler – 5:23
10. The Ripper (Tipton) – 3:09
11. Prophecy (DVD and iTunes version only) – 6:12
12. Hell Patrol – 3:57
13. Victim of Changes (Al Atkins, Downing, Halford, Tipton) – 9:29
14. Freewheel Burning – 5:49
15. Diamonds & Rust (Joan Baez) – 4:07
16. You've Got Another Thing Comin' – 8:58

## Formazione
- Rob Halford - voce
- Glenn Tipton - chitarra
- K.K. Downing - chitarra
- Ian Hill - basso
- Dave Holland - batteria